# میخائیلوفکا (شهرستان سوزک)
میخائیلوفکا (به لاتین: Mikhaylovka) یک منطقهٔ مسکونی در قرقیزستان است که در شهرستان سوزک واقع شده‌است. میخائیلوفکا ۶٬۴۸۸ نفر جمعیت دارد.